# Kostel Saint-Denis-du-Pas
Kostel Saint-Denis-du-Pas (tj. svatého Diviše v průchodu) je zaniklý farní kostel v Paříži zasvěcený svatému Diviši. Nacházel se za apsidou katedrály Notre-Dame v prostoru dnešního náměstí Square Jean-XXIII.

## Historie
Kostel byl postaven na místě předpokládaného prvního mučení svatého Diviše a z tohoto důvodu se stal jedním ze zastavení na svatodivišské poutní cestě. Název kostela, který znamená průchod, nejspíše odkazoval na malou uličku oddělující katedrálu Notre-Dame a kostel a sloužil k odlišení od kostela Saint-Denis-de-la-Chartre, což byl další kostel na ostrově Cité zasvěcený stejnému světci.
Kostel existoval pravděpodobně již před 12. stoletím, poprvé je zmiňován v roce 1148. Papež Lucius III. mu v roce 1182 udělil některá práva. Pět obročí založených zde v roce 1164 bylo následně rozděleno mezi deset kanovníků (pět kněžích, tři jáhny a dva podjáhny).
Po zrušení kostela Saint-Jean-le-Rond v roce 1748 k němu byla připojena jeho farnost, jeho název byl změněn na Saint-Denis-Saint-Jean-Baptiste a stal se farním kostelem pro laiky v katedrální škole.
Kostel byl uzavřen za Velké francouzské revoluce v roce 1790 a zbořen roku 1813.